# Ibrahim Tankary
Ibrahim Tankary (ur. 24 marca 1972 w Niamey) – nigerski piłkarz występujący na pozycji napastnika.

## Kariera klubowa
Tankary rozpoczynał karierę w 1989 w zespole Liberté FC, z którym w pierwszym roku gry zdobył Puchar Nigru. W latach 1990–1996 występował w lidze Burkina Faso, reprezentując barwy drużyn Rail Club du Kadiogo, US des Forces Armées oraz Étoile Filante Wagadugu. Wraz z Rail Club oraz Étoile Filante zwyciężył w rozgrywkach Pucharu Burkina Faso, odpowiednio w latach 1994 oraz 1996.
Potem był graczem algierskiego pierwszoligowego klubu US Chaouia, a w 1997 roku został zawodnikiem belgijskiego AC Hemptinne-Eghezée, grającego w trzeciej lidze. Następnie występował w czwartoligowym zespole Royale Entente Sambreville oraz trzecioligowym AFC Tubize, zaś w 2000 roku przeszedł do KFC Lommel. W sezonie 2000/2001 z 20 bramkami został królem strzelców drugiej ligi. Wraz z klubem wywalczył też awans do pierwszej ligi, w której zadebiutował 11 sierpnia 2001 w wygranym 1:0 meczu z RWD Molenbeek. Z kolei 18 sierpnia 2001 w spotkaniu przeciwko Sint-Truidense VV (3:4) strzelił swojego pierwszego gola w ekstraklasie. 
Po wykluczeniu Lommel z rozgrywek ligowych i likwidacji klubu w sezonie 2002/2003, Tankary odszedł do drugoligowego FC Brussels. W sezonie 2003/2004 awansował z nim do pierwszej ligi. Wówczas przeszedł jednak do SV Zulte Waregem, z którym w pierwszym sezonie również awansował do ekstraklasy. W styczniu 2006 został graczem także pierwszoligowego Sint-Truidense VV, w którym występował przez pół roku. Następnie reprezentował barwy drugoligowego Royale Union Saint-Gilloise, a także trzecioligowych drużyn KFC Verbroedering Geel i Londerzeel SK. W 2008 roku zakończył karierę.

## Statystyki
| Rozgrywki  | Poziom | Kraj   | Mecze | Bramki |
| ---------- | ------ | ------ | ----- | ------ |
| Division 1 | I      | Belgia | 63    | 19     |
| Division 2 | II     | Belgia | 104   | 56     |
| Division 3 | III    | Belgia | 73    | 23     |
| Promotion  | IV     | Belgia | 26    | 18     |

## Kariera reprezentacyjna
Jako zawodnik reprezentacji Nigru Tankary uczestniczył w eliminacjach do Pucharu Narodów Afryki 2004 oraz Mistrzostw Świata 2006, zakończonych brakiem awansu.